# Gliese 581 d
Gliese 581 d är en exoplanet i bana kring den röda dvärgstjärnan Gliese 581 i Vågens stjärnbild. Planeten upptäcktes den 24 april 2007 men har ännu inte kunnat bekräftas.
Planeten beräknas vara en superjord med 7 jordmassor, eller ungefär 0,02 MJ och 2 gånger jordens gravitation. Den kan vara beboelig, men är möjligen för långt från sin stjärna för att kunna ha flytande vatten på ytan.
Under 2009 skickades 25 000 meddelanden från CDSCC radioteleskopet i Australien, i hopp om att kunna få kontakt med utomjordiskt liv. Meddelandena till Gliese 581s planeter beräknas komma fram under år 2030. Gliese 581 d beräknas ha en omloppstid runt sin värdstjärna med ungefär 67 dygn.